# Liste der Monuments historiques in Mouilleron-Saint-Germain
Die Liste der Monuments historiques in Mouilleron-Saint-Germain führt die Monuments historiques in der französischen Gemeinde Mouilleron-Saint-Germain auf.

## Liste der Bauwerke
| Bezeichnung        | Beschreibung              | Standort                                  | Kennzeichnung | Schutzstatus | Datum | Bild |
| ------------------ | ------------------------- | ----------------------------------------- | ------------- | ------------ | ----- | ---- |
| Kirche St-Hilaire  | Erbaut im 15. Jahrhundert | Mouilleron-en-Pareds (Lage)               | PA00110174    | Inscrit      | 1978  |      |
| Windmühle          | Erbaut im 19. Jahrhundert | Mouilleron-en-Pareds (Lage)               | PA00110175    | Inscrit      | 1982  |      |
| Herrenhaus Vigneau | Erbaut im 17. Jahrhundert | Ortsteil Saint-Germain-l’Aiguiller (Lage) | PA00110235    | Inscrit      | 1984  |      |